# BGL Luxembourg Open 2011
Il BGL Luxembourg Open 2011 è stato un torneo di tennis giocato sul sintetico. È stata la 21ª edizione del BGL Luxembourg Open, che fa parte della categoria WTA International nell'ambito del WTA Tour 2011. Si è giocato a Lussemburgo, in Lussemburgo dal 17 al 23 ottobre.

## Partecipanti WTA

### Teste di serie
| Nazionalità | Giocatore                | Ranking* | Testa di serie |
| ----------- | ------------------------ | -------- | -------------- |
| Bielorussia | Viktoryja Azaranka       | 3        | 1              |
| Russia      | Anastasija Pavljučenkova | 15       | 2              |
| Germania    | Sabine Lisicki           | 17       | 3              |
| Italia      | Flavia Pennetta          | 18       | 4              |
| Serbia      | Ana Ivanović             | 20       | 5              |
| Germania    | Julia Görges             | 21       | 6              |
| Russia      | Marija Kirilenko         | 24       | 7              |
| Slovacchia  | Daniela Hantuchová       | 25       | 8              |

* Ranking al 10 ottobre

### Altre partecipanti
Giocatrici che hanno ricevuto una Wild card:
- Anne Kremer
- Angelique Kerber
- Mandy Minella

Giocatrici passate dalle qualificazioni:

- Anne Keothavong
- Bibiane Schoofs
- Alexandra Cadanțu
- Karin Knapp

## Campionesse

### Singolare
Viktoryja Azaranka ha sconfitto in finale  Monica Niculescu per 6-2, 6-2.
- È l'ottavo titolo in carriera per Azaranka, il terzo del 2011.

### Doppio
Iveta Benešová /  Barbora Záhlavová-Strýcová hanno sconfitto in finale  Lucie Hradecká /  Ekaterina Makarova per 7-5, 6-3.